# Byash
Byash (en népalais : ब्याँस) est un comité de développement villageois du Népal situé dans le district de Darchula. Au recensement de 2011, la ville comptait 556 habitants.